# Villaharta
Villaharta er en by og kommune i det sydlige Spanien i provinsen Córdoba. Den har et indbyggertal på 634 (2024) indbyggere.